# Superliga de Nueva Caledonia 2022
La Superliga de Nueva Caledonia 2022 fue la edición número 49 de la Superliga de Nueva Caledonia. La temporada comenzó el 8 de abril y terminó el 16 de diciembre. El Hienghène Sport fue el campeón defensor.

## Formato
Después de 4 años, volvieron a jugar con 12 equipos jugando el sistema de todos contra todos dos veces totalizando 22 partidos cada uno. Al término de la temporada los 2 primeros se clasificaron a la Liga de Campeones de la OFC 2023, es decir; el campeón y el subcampeón; mientras que el clasificado descendió a la Segunda División de Nueva Caledonia 2023 y el penúltimo jugó el play-off descenso.

## Equipos participantes
| Pos. | Equipo          | Ciudad       | Estadio                   | Capacidad |
| ---- | --------------- | ------------ | ------------------------- | --------- |
| 1    | Hienghène Sport | Hienghène    | Stade de Hienghène        | 1000      |
| 2    | SC Ne Drehu     | We           | Stade Hsanné              | 1680      |
| 3    | AS Tiga Sport   | Numea        | Numa-Daly Magenta         | 10000     |
| 4    | AS Kunié        | Koné         | Numa-Daly Magenta         | 10000     |
| 5    | AS Wetr         | Numea        | Numa-Daly Magenta         | 10000     |
| 6    | AS Lössi        | Numea        | Numa-Daly Magenta         | 10000     |
| 7    | AS Mont-Dore    | Le Mont-Dore | Stade Boewa               | 135       |
| 8    | AS Magenta      | Numea        | Numa-Daly Magenta         | 10000     |
| 9    | AS Qanono       | Koné         | Numa-Daly Magenta         | 10000     |
| 10   | Horizon Patho   | La Roche     | Stade La Roche            | 3000      |
| 11   | Dumbéa FC       | Dumbéa       | Parc Des Sports De Koutio | 1000      |
| 12   | JS Baco         | Koné         | Stade Yoshida             | 3000      |

### Ascensos y descensos
| Pos.    | Ascendidos de la Segunda División 2020-21 |
| ------- | ----------------------------------------- |
| No hubo |                                           |

| Pos. | Descendidos de la Superliga 2020-21 |
| ---- | ----------------------------------- |
| 13   | RC Poindimié                        |

## Tabla de posiciones
| Pos. | Equipo          | Pts. | PJ | G  | E | P  | GF | GC | Dif. | Clasificación 2022                                  |
| ---- | --------------- | ---- | -- | -- | - | -- | -- | -- | ---- | --------------------------------------------------- |
| 1    | Tiga Sport (C)  | 76   | 22 | 17 | 3 | 2  | 70 | 21 | +49  | Campeón y Liga de Campeones de la OFC 2023          |
| 2    | Hienghène Sport | 70   | 21 | 16 | 1 | 4  | 44 | 24 | +20  | Liga de Campeones de la OFC 2023                    |
| 3    | Magenta         | 64   | 22 | 13 | 3 | 6  | 38 | 24 | +14  |                                                     |
| 4    | Ne Drehu        | 60   | 22 | 10 | 8 | 4  | 41 | 27 | +14  |                                                     |
| 5    | Kunié           | 56   | 22 | 11 | 1 | 10 | 47 | 38 | +9   |                                                     |
| 6    | Mont-Dore       | 54   | 22 | 8  | 8 | 6  | 35 | 31 | +4   |                                                     |
| 7    | Qanono          | 46   | 22 | 6  | 6 | 10 | 32 | 51 | −19  |                                                     |
| 8    | Wetr            | 45   | 22 | 5  | 8 | 9  | 35 | 36 | −1   |                                                     |
| 9    | Horizon Patho   | 45   | 21 | 5  | 9 | 7  | 39 | 45 | −6   |                                                     |
| 10   | Lössi           | 44   | 22 | 6  | 4 | 12 | 23 | 37 | −14  |                                                     |
| 11   | Dumbéa (O)      | 39   | 22 | 4  | 5 | 13 | 26 | 50 | −24  | Play-off por la permanencia                         |
| 12   | Baco (D)        | 27   | 22 | 1  | 2 | 19 | 22 | 68 | −46  | Descenso a Segunda División de Nueva Caledonia 2023 |

 Fuente: Fedcalfoot
Criterios de clasificación: Puntos · Enfrentamientos directos · Diferencia de goles · Goles a favor · Puntos fair-play · Play-off.